# Eksercerhuset (Viborg)
Eksercerhuset er en bygning placeret på Rødevej 4 i Viborg. Den er opført i årene 1871-1872 og tegnet af arkitekt Julius Tholle, kort tid før dennes død. Bygningen har været fredet siden 1971.
I 1865 kom 3. Regiment (senere Prinsens Livregiment) til byen og Eksercerhuset blev opført til garnisonen. Salen blev primært brugt til idræts- og sportsaktiviteter for både militære og civile personer. Det var blandt andet her at Viborg Håndboldklub spillede fra klubbens etablering i 1936.
Forsvaret ejede bygningen indtil 1993, hvor Landsarkivet for Nørrejylland købte den. Efter en restaurering og ombygning kan Eksercerhuset indeholde op til 7 km af arkivets arkivalier.